# Dirk Vreede
Dirk Vreede (Den Haag, 12 mei 1819 – Wageningen, 18 november 1886) was een aantal jaren werkzaam op een tabaksplantage op Java.  
Toen hij terugkeerde in Nederland vestigde hij zich in Wageningen en werd daar actief in de gemeentepolitiek.

## Biografie
Dirk Vreede was telg uit het Nederland's Patriciaatsgeslacht Vreede: hij was zoon van lakenkoper en later tabaksondernemer Cornelius Vreede (1791-1858) en Dorothea Beatrix Diderica Bouman (1794-1851) en kleinzoon van de Leidse patriot Pieter Vreede. Hij trouwde op 7 juni 1844 in Heusden met Sara Adriana van Baak (Heusden, 3 mei 1820 – Rembang, 21 maart 1850). Ze vertrokken naar Nederlands-Indië, waar Vreede werkte als tabakscontractant. Hij was erfpachter van de tabakonderneming Ngladjoe in Tuban. Hier werden drie zoons geboren.
In 1850 overleed zijn vrouw. In 1852 ging Vreede met zijn kinderen terug naar Nederland. Op 2 februari 1853 trouwde hij in Wageningen met Anna Elisabeth de Voogt (geboren Wageningen 21 januari 1822). Zijn zus Clara was vier maanden eerder getrouwd met Anna's broer Nicolaas Gosewinus de Voogt. Uit Vreede's tweede huwelijk werden vier kinderen geboren.
In 1855 bouwde Dirk Vreede op de Wageningse Berg een landhuis, dat hij naar zijn Javaanse plantage de naam Ngladjoe gaf. Het huis werd in 1872 verkocht en kreeg toen de naam 'Hinkeloord'. Vreede ging wonen aan de Hoogstraat te Wageningen.
Op 12 mei 1874 werd Vreede lid van de Wageningse gemeenteraad. Op 7 september 1875 werd hij wethouder. Tijdens zijn raadslidmaatschap was hij een groot voorstander van de aanleg van een spoorweg naar Wageningen, die er nooit kwam, en voor de vestiging van de Landbouwschool in Wageningen, die er in 1876 kwam.
Vreede bekleedde veel functies in het kerkelijk en maatschappelijk leven in Wageningen. Hij was secretaris-kerkvoogd van de hervormde gemeente, president van de Gelders-Overijsselse Maatschappij van Landbouw, afd. Neder-Veluwe, president van de afdeling van het Rode Kruis, erevoorzitter van de Vereniging tot vrijwillige oefening in de wapenhandel, penningmeester van het Algemeen Ziekenhuis en bestuurslid van de Bovenste Polder.

## Dirk Vreedebank
Na zijn dood beijverde een commissie van ingezetenen van Wageningen zich voor het oprichten van een bank in het Plantsoen, een park achter Vreede's woonhuis, waar hij graag wandelde. Op die manier hoopte men de herinnering aan een verdienstelijk burger te laten voortleven.
De onthulling van de bank in het plantsoen vond plaats op 23 juni 1887. In 1969 werd een weg door het plantsoen aangelegd. Van de bank werden alleen de zijstukken bewaard. In 1979 werd de bank opnieuw opgebouwd in het plantsoen bij de schouwburg Junushoff.